# Éry-Kovács Zsanna
Éry-Kovács Zsanna (Budapest, 1983. április 10. –) magyar színésznő. 

## Életpályája
Felsőfokú tanulmányai előtt a Bárka Színház stúdiósa volt. 2007-ben végzett a Kaposvári Egyetem színművész szakán. 2007-2017 között a nyíregyházi Móricz Zsigmond Színház tagja volt.
Férje Vicei Zsolt színművész.

## Filmes és televíziós szerepei
- Apatigris (2023)
- Blokád (2022)
- Mintaapák (2021)
- Jófiúk (2019)
- Az Év Hotele (2019) műsorvezető
- A Tanár (2019)
- Jóban rosszban (2018, 2019)[5]
- Válótársak (2018)
- Hacktion: Újratöltve (2013)
- Barátok közt (2012)
- Moszkva tér (2001)